# لاکسمانگار
لاکسمانگار (به انگلیسی: Laxmangarh) یک منطقهٔ مسکونی در هند است که در بخش سیکار واقع شده‌است. لاکسمانگار ۴۱٬۹۰۸ نفر جمعیت دارد و ۴۲۴٫۲۴ متر بالاتر از سطح دریا واقع شده‌است.